# Tank (zespół muzyczny)
Tank – brytyjski zespół prezentujący klasyczny heavy metal, uchodzący za legendę NWOBHM. Powstał w 1980 roku w Londynie. W 1988 Tank został rozwiązany. 9 lat później doszło do reaktywacji zespołu.

## Muzycy
| Lata        | Członkowie   | Członkowie  | Członkowie   | Członkowie      | Członkowie         | Nagrania                                   |
| Lata        | Gitarzysta   | Gitarzysta  | Wokalista    | Basista         | Perkusista         | Nagrania                                   |
| ----------- | ------------ | ----------- | ------------ | --------------- | ------------------ | ------------------------------------------ |
| 1980 – 1983 | Peter Brabbs |             | Algy Ward    | Algy Ward       | Mark Brabbs        | Filth Hounds of Hades, Power of the Hunter |
| 1983        | Peter Brabbs | Mick Tucker | Algy Ward    | Algy Ward       | Mark Brabbs        | This Means War                             |
| 1984        | Cliff Evans  | Mick Tucker | Algy Ward    | Algy Ward       | Michael Bettell    | Honour & Blood                             |
| 1984        | Cliff Evans  | Mick Tucker | Algy Ward    | Algy Ward       | Graeme Crallan     |                                            |
| 1985 – 88   | Cliff Evans  | Mick Tucker | Algy Ward    | Algy Ward       | Gary Taylor        | Tank                                       |
| 1997 – 2001 | Cliff Evans  | Mick Tucker | Algy Ward    | Algy Ward       | Steve Hopgood      | The Return of the Filth Hounds – Live      |
| 2001 – 2008 | Cliff Evans  | Mick Tucker | Algy Ward    | Algy Ward       | Bruce Bisland      | Still at War, Live and Rare                |
| 2008 – 2014 | Cliff Evans  | Mick Tucker | Doogie White | Chris Dale      | Mark Brabbs        |                                            |
| 2015 –      | Cliff Evans  | Mick Tucker | Zp Threat    | Barend Courbois | Bobby Schottkowski |                                            |

## Dyskografia

### Albumy studyjne
- 1982 Filth Hounds of Hades
- 1982 Power of the Hunter
- 1983 This Means War
- 1984 Honour and Blood
- 1987 Tank
- 2002 Still at War
- 2010 War Machine
- 2012 War Nation

### Single
- 1981 Don't Walk Away
- 1982 (He Fell in Love with a) Stormtrooper
- 1982 Crazy Horses
- 1982 Turn Your Head Around
- 1983 Echoes of a Distant Battle

### Kompilacje
- 1985 Armour Plated

### Albumy „live”
- 1998 The Return of the Filth Hounds – Live
- 2001 War of Attrition – Live '81
- 2007 Live and Rare

### Box sety
- 2007 The Filth Hounds of Hades – Dogs of War 1981 – 2002

### Splity
- 1998 British Steel: Heavyweight of Metal Live & Loud (split z Angel Witch, Samson i Girlschool)